# Огирчук, Даниил Игоревич
Даниил Игоревич Огирчук (род. 2 сентября 1999, Нарва-Йыэсуу, Эстония) — российский хоккеист, нападающий.
Воспитанник петербургского хоккея («Серебряные Львы»). В системе СКА играл за клубы «СКА-Варяги», «СКА-1946», «СКА-Карелия». С сезона 2018/19 — в команде ВХЛ «СКА-Нева». В январе 2019 года провёл пять матчей в чемпионате КХЛ. В июне 2020 года Огирчук в числе шести игроков был обменян в «Сочи» на Андрея Алтыбармакяна и денежную компенсацию, в 24 играх набрал 2 (1+1) очка. В конце года Огирчук и Павел Кукштель были обменяны обратно на Богдана Якимова. 18 июля 2023 года был обменян на денежную компенсацию в «Салават Юлаев».